# Tri-City Storm
Tri-City Storm är ett amerikanskt juniorishockeylag som spelar i United States Hockey League (USHL) sedan 2000. Laget grundades dock redan 1979 i Bloomington i Minnesota med namnet Bloomington Jr. Stars. Fram till 2000 genomgick de en rad namnbyten som Minneapolis Stars, St. Paul Vulcans och Twin Cities Vulcans. De spelar sina hemmamatcher i sin egenägda arena Viaero Center, som har en publikkapacitet på mellan 4 400 och 5 000 åskådare, i Kearney i Nebraska. Storm har vunnit en Anderson Cup, som delas ut till det lag som vinner USHL:s grundserie, för säsongen 2003–2004 och en Clark Cup, som delas ut till det lag som vinner USHL:s slutspel, för säsongen 2015–2016.
De har fostrat spelare som Matt Bailey, Blake Coleman, Brian Connelly, Pheonix Copley, Christian Hanson, Jack Hillen, Nick Lappin, Johan Mattsson, Cody Murphy, Scott Parse, Calle Ridderwall, Bobby Robins, Jaden Schwartz, Bill Thomas, Mark Van Guilder och Mike Vecchione.